# Kenorland
Kenorland var en urtida superkontinent som bildades för cirka 2,7 miljarder år sedan och bestod av vad som senare blev Laurentien (grunden till det som senare kom att bli Nordamerika och Grönland), Baltika (vad som senare kom att bli Skandinavien och Baltikum), Västaustralien och Kalaharia.

### Fotnoter
1. ↑  ”Info-plattornas texter”. Aikavaellus. 25 oktober 2003. Arkiverad från originalet den 3 september 2014. https://web.archive.org/web/20140903110200/http://www.aikavaellus.fi/Karttaesite_SWE.pdf. Läst 30 augusti 2014.